# Лухское городское поселение
Лу́хское городско́е поселе́ние — муниципальное образование в Лухском районе Ивановской области Российской Федерации.
Административный центр — пгт Лух.

## История
Статус и границы городского поселения установлены Законом Ивановской области от 25 февраля 2005 года.

## Население
| 2002  | 2010  | 2011  | 2012  | 2013  | 2014  | 2015  |
| ----- | ----- | ----- | ----- | ----- | ----- | ----- |
| 3268  | ↘3024 | ↘3020 | ↘2998 | ↘2924 | ↘2888 | ↘2829 |
| 2016  | 2017  | 2018  | 2019  | 2020  | 2021  |       |
| ↗2838 | ↘2762 | ↘2682 | ↘2652 | ↘2620 | ↘2572 |       |

## Состав городского поселения
| № | Населённый пункт | Тип населённого пункта      | Население |
| - | ---------------- | --------------------------- | --------- |
| 1 | Лух              | пгт, административный центр | ↘2572     |